# Ли Юаньцзи
Ли Юаньцзи или Ли Юань-цзи (кит. 李元吉, 603 — 2 июля 626) — четвёртый сын китайского императора Ли Юаня (Гао-цзу) из династии Тан и императрицы Тайму. Наместник (люшоу) Тайюаня и управитель области (цзунгуань) Бинчжоу (провинция Шаньси) (в 617—619 годах), князь Ци (Ци-гун, затем Ци-ван) (с января 618 года). Убит в стычке со старшим братом Ли Шиминем.

## Происхождение и ранние годы
Ли Юаньцзи родился в 603 году четвёртым сыном Тан-гуна Ли Юаня (Ли Шу-дэ, 566—635), происходившего из могущественного аристократического рода Ли из Лунси (провинция Ганьсу). Согласно династическим историям, предком Ли Юаня в седьмом колене был Учжао-ван Ли Гао, основавший в 400 году царство Западная Лян (400—421), а прадедом — Ли Ху, который за свои заслуги перед династией Северная Чжоу был включён в число «восьми опор государства» (бачжуго) и в 558 году получил наследственный титул Тан-гун. При династии Суй отец Ли Юаньцзи занимал несколько придворных должностей, будучи племянником императрицы Вэньсянь-хуанхоу, жены императора Вэнь-ди. Мать Ли Юаньцзи, госпожа Доу, была дочерью суйского аристократа тюркского происхождения Шэньу-гуна Доу И, представителя военной элиты Северо-Западного Китая. В семье Ли Юаня и Доу ранее Ли Юаньцзи родилось ещё трое сыновей (Ли Цзяньчэн, Ли Шиминь и Ли Сюаньба) и дочь по имени Пинъян.
В начале 617 года отец Ли Юаньцзи Ли Юань был назначен наместником (люшоу) Тайюаня (провинция Шаньси), где располагался удел его предков Тан. В это время он уже вынашивал планы свержения династии Суй и захвата престола, поэтому оставил молодого Ли Юаньцзи вместе с его старшим братом Ли Цзяньчэном в Хэдуне, велев последнему «тайно вербовать хэдунских удальцов». Ли Шиминя Ли Юань взял с собой, поручив ему такую же миссию, но в Цзиньяне. В середине 617 года в Тайюане Ли Юань объявил о создании повстанческого «Справедливого воинства» (И бин), а 7 августа учредил ставку главнокомандующего, разделив войска на три армии: правую (под командованием Ли Шиминя), центральную и левую (под командованием Ли Цзяньчэна). 27 августа 617 года «Справедливое воинство» было приведено к присяге и Ли Юань, Ли Цзяньчэн и Ли Шиминь во главе 30-тысячной армии выступили на юго-запад в направлении Дасина (будущий Чанъань), западной столицы Суйской империи. Ли Юаньцзи был оставлен в Тайюане в качестве наместника (люшоу).
27 декабря 617 года западная столица империи Суй была взята после 36-дневной осады, император Ян-ди низложен, а спустя месяц Ли Юань провозгласил новым императором малолетнего Ян Ю, внука или племянника Ян-ди. От имени нового императора Ли Юаню и его сыновьям были пожалованы высокие титулы, в частности, сам Ли Юань получил титул князя Тан (Тан-ван) и должность Великого канцлера (Да чэнсян), а Ли Юаньцзи — титул князь Ци (Ци-гун). 18 июня 618 года Ли Юань сам взошёл на престол, провозгласив воцарение новой династии Тан со столицей в Чанъани. Вслед за этим титул Ли Юаньцзи был повышен до Ци-ван. При этом Ли Юаньцзи продолжал занимать должность наместника (люшоу) Тайюаня и управителя области (цзунгуань) Бинчжоу, где ему пришлось руководить обороной против наступающих сил мятежного сяовэя Лю Учжоу. Осенью 619 года Тайюань заняли войска Лю Учжоу, а Ли Юаньцзи вместе с семьёй под покровом ночи бежал в Чанъань. Император Ли Юань был крайне раздосадован поражением Ли Юаньцзи и его генералов. «В Цзиньяне войск несколько десятков тысяч, [запасов] продовольствия на десять лет! — возмущался Ли Юань, — Это колыбель царствующего рода! [И как можно] за один день это потерять!». После этого Ли Юань отправил против Лю Учжоу армию во главе со своим вторым сыном Ли Шиминем, который к лету 620 года полностью разгромил войска мятежников. В 621 году Ли Юаньцзи принял участие в походе Ли Шиминя против Ван Шичуна, который в 619 году захватил Лоян и объявил себя императором новой династии Чжэн. Ли Юаньцзи и генералу Цюйту Туну было поручено продолжить осаду Лояна пока Ли Шиминь с основными силами двинулся на восток против войск Доу Цзянь-дэ, выступившего на стороне Ван Шичуна. Поход завершился полной победой танских войск и взятием Лояна. В начале 622 года император Ли Юань направил Ли Юаньцзи под началом Ли Шиминя против мятежного генерала Лю Хэйта, обосновавшегося в провинции Хэбэй. Братьям удалось на время вытеснить Лю Хэйта за пределы империи.

## Участие в борьбе старших братьев и гибель
Военные успехи и усиление авторитета Ли Шиминя вызывали болезненную ревность у его старшего брата Ли Цзяньчэна, который в 618 году стал наследником престола (тайцзы) и не принимал активного участия в войнах династии Тан за объединение Китая. Когда в 6-м месяце 622 года мятежный генерал Лю Хэйта вторгся в провинцию Шаньдун и двинулся на юго-запад империи советники Ли Цзяньчэна Вэй Чжэн и Ван Гуй убедили его лично возглавить армию, которую император снарядил против мятежников. Вместе с тайцзы Ли Юань отправил в поход и Ли Юаньцзи. В конце года, на завершающем этапе похода, Ли Юаньцзи сблизился с Ли Цзяньчэном и начал открыто поддерживать его против Ли Шиминя. Ли Юаньцзи сам помышлял стать наследником престола, однако понимал, что его реальным противником в борьбе за власть является не ленивый и недалёкий Ли Цзяньчэн, а одарённый и достигший впечатляющих военно-политических успехов Ли Шиминь. После того как в начале 623 года Ли Цзяньчэн завершил разгром войск Лю Хэйта, братья вернулись в столицу и начали плести интриги против Ли Шиминя. Стремясь ослабить его позиции, Ли Цзяньчэн и Ли Юаньцзи добились перевода некоторых приближённых Ли Шиминя в провинцию. Сунский историк Сыма Гуан писал по этому поводу: «Наследник престола [Ли] Цзяньчэн отличался распущенностью нрава, предавался пьянству и сладострастию, [без меры был увлечён] охотой. Ци-ван [Ли] Юаньцзи совершил много провинностей. Ни тот ни другой не имели [должного] почтения к государю. Слава [же] о победах [Ли] Шиминя росла день ото дня. Государь часто высказывал намерение низложить Цзяньчэна, и в душе Цзяньчэна не было спокойствия; вместе с Юаньцзи [он] задумал [добиться] отстранения Шиминя, и [они] стали привлекать сообщников».